# Ivan Stevanović (piłkarz ręczny)
Ivan Stevanović (ur. 18 maja 1982 w Rijece) – chorwacki piłkarz ręczny, bramkarz, od 2019 zawodnik Wisły Płock.
Reprezentant Chorwacji, brązowy medalista mistrzostw Europy w Polsce (2016), uczestnik igrzysk olimpijskich w Rio de Janeiro (2016).

## Kariera klubowa
Do 27. roku życia był zawodnikiem klubów chorwackich: RK Trsat, RK Pećine, RK Zamet i RK Poreč. W sezonie 2009/2010 występował w słoweńskim RK Krško. W latach 2010–2012 ponownie grał w RK Zamet. W sezonie 2010/2011 rozegrał w lidze chorwackiej 27 meczów, w których bronił ze skutecznością 35% (315/907), a w sezonie 2011/2012, w którym zaliczył 29 występów, bronił ze skutecznością 37% (339/926).
W latach 2012–2017 był zawodnikiem RK Zagrzeb, z którym zdobył pięć mistrzostw Chorwacji i pięć Pucharów Chorwacji. W Lidze Mistrzów, w której w ciągu pięciu lat rozegrał łącznie 63 mecze, doszedł w sezonie 2015/2016 ze swoim zespołem do 1/4 finału. Ponadto z RK Zagrzeb wygrał w sezonie 2012/2013 Ligę SEHA. W sezonie 2015/2016, w którym bronił ze skutecznością 41% (149/361), zajął w Lidze SEHA 1. miejsce w klasyfikacji najlepszych golkiperów, a także został wybrany najlepszym bramkarzem F4. W sezonie 2016/2017, w którym bronił ze skutecznością 32% (126/392), otrzymał nagrodę dla najlepszego golkipera Ligi SEHA.
W 2017 przeszedł do Kadetten Schaffhausen. W tym samym roku zdobył z nim Superpuchar Szwajcarii. W sezonie 2017/2018 rozegrał w szwajcarskiej ekstraklasie 26 meczów i rzucił trzy gole, natomiast w Lidze Mistrzów wystąpił w 10 spotkaniach. W sezonie 2018/2019, w którym rozegrał 34 mecze i zdobył jednego gola (16 kwietnia 2019 w przegranym spotkaniu z RTV 1879 Basel), wywalczył ze swoją drużyną mistrzostwo Szwajcarii.
W lipcu 2019 przeszedł do Wisły Płock, z którą podpisał dwuletni kontrakt.

## Kariera reprezentacyjna
Uczestniczył w mistrzostwach Europy juniorów w Luksemburgu (2001) i mistrzostwach Europy młodzieżowców w Polsce (2002).
W reprezentacji Chorwacji zadebiutował w 2007. W 2013 zdobył srebrny medal podczas igrzysk śródziemnomorskich w Mersin.
W 2016 zdobył brązowy medal mistrzostw Europy – w turnieju, który odbył się w Polsce, rozegrał osiem meczów, broniąc ze skutecznością 34% (49/143). W tym samym roku uczestniczył w igrzyskach olimpijskich w Rio de Janeiro. W 2017 wziął udział w mistrzostwach świata we Francji, w których rozegrał dziewięć spotkań, zdobywając jednego gola w grupowym meczu z Chile (37:22). W 2018 uczestniczył w mistrzostwach Europy w Chorwacji, a w 2019 w mistrzostwach świata w Danii i Niemczech, w których rozegrał dziewięć meczów, rzucił jedną bramkę (w spotkaniu z Bahrajnem) i bronił ze skutecznością 38% (34/90), co dało mu 1. miejsce w klasyfikacji najlepszych bramkarzy turnieju (ex aequo z Espenem Christensenem i Niklasem Landinem). Po MŚ 2019 zakończył grę w reprezentacji.

## Sukcesy
RK Zagrzeb
- Liga SEHA: 2012/2013
- Mistrzostwo Chorwacji: 2012/2013, 2013/2014, 2014/2015, 2015/2016, 2016/2017
- Puchar Chorwacji: 2012/2013, 2013/2014, 2014/2015, 2015/2016, 2016/2017

Kadetten Schaffhausen
- Mistrzostwo Szwajcarii: 2018/2019
- Superpuchar Szwajcarii: 2017

Reprezentacja Chorwacji
- 2. miejsce w igrzyskach śródziemnomorskich: 2013
- 3. miejsce w mistrzostwach Europy: 2016

Indywidualne
- Najlepszy bramkarz Final Four Ligi SEHA: 2015/2016 (RK Zagrzeb)[6]
- Najlepszy bramkarz Ligi SEHA: 2016/2017 (RK Zagrzeb)[7]
- 1. miejsce w klasyfikacji najlepszych bramkarzy Ligi SEHA: 2015/2016 (bronił ze skutecznością 41%; RK Zagrzeb)[5]
- 1. miejsce w klasyfikacji najlepszych bramkarzy mistrzostw świata: 2019 (bronił ze skutecznością 38%; ex aequo z Espenem Christensenem i Niklasem Landinem)[13]